# Wszystkie kobiety Mateusza
Wszystkie kobiety Mateusza – komedia obyczajowa w reżyserii Artura Więcka, jego premiera odbyła się 30 sierpnia 2013 roku. W roli głównej wystąpił Krzysztof Globisz.
Film został nakręcony w Cieszynie pomiędzy listopadem 2010 roku a lipcem 2011 roku.
W 2014 roku obraz został nominowany do nagrody Węże – przyznawanej najgorszym polskim filmom w kategoriach Występ poniżej godności i Najgorszy plakat.

## Obsada
| - Teresa Budzisz-Krzyżanowska jako Karolina Kłos - Krzysztof Globisz jako Mateusz Kłos - Agata Kulesza jako Maciejka - Piotr Pilitowski jako Michał - Zina Kerste jako Ewa - Dominik Dworak jako Staś - Mia Gotowała jako "Muszelka" - Mariusz Benoit jako Józef Mięciel - Anna Romantowska jako Krystyna Mięciel - Ewa Kaim jako Anna Onyszko - Roman Gancarczyk jako Ferdynand Onyszko - Karolina Kominek jako Agata Wójcicka - Bogdan Brzyski jako Witold Wójcicki - Anna Seniuk jako Barbara Okońska - Andrzej Kozak jako Ryszard Okoński - Katarzyna Galica jako Helena Kapka - Grzegorz Łukawski jako Jerzy Kapka |  | - Jerzy Kamas jako Jan Dziekanowski - Iwona Bielska jako Wiktoria Kokoszka - Beata Schimscheiner jako fryzjerka Mariola - Tomasz Schimscheiner jako Jan Grzelak - Jacek Romanowski jako ksiądz - Jerzy Trela jako stary taksówkarz - Marian Cebulski jako prezes Stowarzyszenia Powstańców - Lidia Chrzan-Pochroń jako pielęgniarka - Patrycja Durska jako klientka w sklepie - Mariusz Dziedzic jako ksiądz na pogrzebie - Mieczysław Grąbka jako Józef Robak - Małgorzata Kochan jako Bibliotekarka - Anna Michalak jako Fryzjerka Magda - Karol Suszka jako Barman - Aleksandra Wajda jako fryzjerka Ola - Błażej Wójcik jako ojciec Karoliny - Marcin Zacharzewski jako młody taksówkarz |

## Ścieżka dźwiękowa
Wszystkie kobiety Mateusza – muzykę do filmu skomponował pianista Leszek Możdżer. Wydawnictwo ukazało się 27 września 2013 roku nakładem wytwórni muzycznej Outside Music. W nagraniach płyty poza Możdżerem uczestniczyli: Orkiestra Aukso pod batutą Marka Mosia, gitarzysta John Parricelli i saksofonista Jerzy Główczewski.
Album został zarejestrowany w styczniu 2012 roku w Alvernia Studios.
Lista utworów
| 1. "Ostatni Sen Karoliny" 3:15 2. "Przebudzenie Anny" 2:23 3. "Wygnanie Mateusza" 1:09 4. "Jan I Calineczka" 2:15 5. "Zjawisko Parapsychoerotyczne" 2:30 6. "Ogród Karoliny" 3:24 7. "Sylwester Z Mateuszem" 2:56 8. "Pokaz Mody" 1:15 9. "Wysiłki Doktora Onyszki" 1:26 10. "Toutes Les Femmes De Matthieu" 4:47 |  | 1. "Anna I Mateusz" 2:29 2. "Sny Kobiet" 4:17 3. "Przebudzenie Anny" 2:45 4. "Umarli Nie Są Martwi" 3:27 5. "Świat Już Nie Jest Taki, Jak Powinien Być" 1:52 6. "Rozmowa W Ogrodzie" 0:50 7. "Hinduska Metoda Tila Talunda" 4:45 8. "Poradnia Filozoficzna" 1:40 9. "Pierwszy Sen Karoliny" 3:20 |